# Paul Foster Case

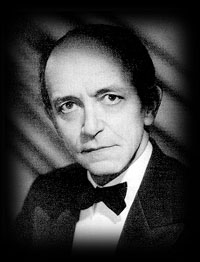
Paul Foster Case

Paul Foster Case (* 3. Oktober 1884 in Fairport, New York; † 2. März 1954 in Mexiko) war ein US-amerikanischer Okkultist und Rosenkreuzer.

## Leben
Paul Foster Case wurde als Sohn eines Stadtbibliothekars und Diakons einer lokalen Gemeindekirche geboren. Schon mit fünf Jahren wurde er von seiner Mutter im Klavier- und Orgelspiel unterrichtet und wurde zum Organist der Gemeindekirche. Ebenfalls schon in seiner Kindheit begann er sich für den Okkultismus zu interessieren und hatte Erfahrungen in luzidem Träumen.
Im Jahre 1900 kam es zu einem Zusammentreffen zwischen Case und Claude Bragdon, der Case nach dem Ursprung der Spielkarten befragte. Dies führte dazu, dass Case in der Bibliothek seines Vaters auf den Tarot stieß, welcher ihn von nun an sein ganzes Leben lang faszinieren sollte.
Zwischen 1905 und 1908 begann sich Case für Yoga zu interessieren.
1916 veröffentlichte Case eine heute als grundlegend geltende Reihe von Artikeln, die mit dem Namen the secret doctrine of the Tarot betitelt sind.
1918 traf er mit Michael Whitty, dem Herausgeber der Zeitschrift Azoth zusammen und wurde im gleichen Jahr Schatzmeister der Thot-Hermes-Lodge of the Rosecrucian Order of Alpha et Omega, einer Gruppe, die sich nach dem Zusammenbruch des ursprünglichen Hermetic Order of the Golden Dawn um Samuel Liddell MacGregor Mathers bildete.
Im Jahre 1920 starb Whitty, was Case auf die, seiner Ansicht nach ungesunde Beschäftigung mit der Henochischen Magie zurückführte.
Paul Foster Case zog nach Los Angeles und begann mit dem Aufbau seines eigenen Ordens, den Builders of the Adytum (B.O.T.A.), und verabschiedete sich endgültig von einer Karriere als Musiker. In den folgenden drei Jahrzehnten erarbeitete er einen kompletten Lehrplan und ein Korrespondenzsystem, das alles umfasst, was zur westlichen hermetischen Tradition gehört, unter anderem Tarot, Kabbala und Alchemie.
1937 beschrieb Case in der Zeitschrift Wheel of Life, was das B.O.T.A.-System seiner Meinung nach ausmachen soll. Das System des B.O.T.A., so Case, sei der direkte Nachfolger des Golden Dawns, das aber von den gefährlichen und zweifelhaften Elementen der Magie gereinigt worden sei, die der Golden Dawn von John Dee und Edward Kelley übernommen habe.
Am 2. März 1954 starb Paul Foster Case während eines Urlaubs mit seiner Frau in Mexiko.